# Санники (Жирятинский район)
Санники (Ратная) — деревня в Жирятинском районе Брянской области, в составе Воробейнского сельского поселения. 
 Расположена в 3,5 км к северо-востоку от села Воробейня, на правом берегу реки Пёс. Население — 18 человек (2010).

## История
Упоминается с начала XVIII века; бывшее владение Рославцев. До 1781 года входила в Почепскую (1-ю) сотню Стародубского полка; с 1782 по 1918 гг. в Мглинском повете, уезде (с 1861 — в составе Кульневской волости). В 1918—1924 гг. — в Почепском уезде (Кульневская волость); в 1924—1929 гг. — в Жирятинской волости Бежицкого уезда.
С 1929 года — в Жирятинском районе, а при его временном расформировании (1932—1939, 1957—1985 гг.) — в Почепском районе. До 1965 года входила в Кульневский сельсовет.